# Телевизионный сезон 2013/14 (США)
Ниже приведено телевизионное расписание трансляции программ пяти широковещательных сетей США впрайм-тайм с сентября 2013 года по август 2014 года. Список включает в себя данные по каждому каналу по новым программам, текущим и закрытым с сезона 2012/13.
NBC стал первой сетью, которая объявила о своём расписании 12 мая 2013 года, следом 13 мая Fox, 14 мая ABC, 15 мая CBS и 16 мая The CW.
MyNetworkTV и Ion Television не включены в список, так как не выпускают оригинальных программ и транслируют повторы. PBS также не включён в список, так как не имеет строгого графика.

## Расписание
- Локальные программы
- Повторы программ
- Прямые трансляции спортивных событий
- Новые шоу выделены Жирным.
- Указано Североамериканское восточное время и Тихоокеанское время.
- В скобках рядом с названиями указаны премьерные даты.

### Воскресенье
| Телесеть | Телесеть    | 7:00 PM                                  | 7:30 PM                                  | 8:00 PM                                 | 8:00 PM                                 | 8:30 PM                                 | 9:00 PM                               | 9:30 PM                               | 10:00 PM                              | 10:30 PM                              |        |
| -------- | ----------- | ---------------------------------------- | ---------------------------------------- | --------------------------------------- | --------------------------------------- | --------------------------------------- | ------------------------------------- | ------------------------------------- | ------------------------------------- | ------------------------------------- | ------ |
| ABC      | Осень       | America's Funniest Home Videos (6/10/13) | America's Funniest Home Videos (6/10/13) | Однажды в сказке (29/9/13)              | Однажды в сказке (29/9/13)              | Однажды в сказке (29/9/13)              | Месть (29/9/13)                       | Месть (29/9/13)                       | Предательство (29/9/13)               | Предательство (29/9/13)               |        |
| ABC      | Мид-сезон   | America's Funniest Home Videos (6/10/13) | America's Funniest Home Videos (6/10/13) | Холостяк                                | Холостяк                                | Холостяк                                | Месть (29/9/13)                       | Месть (29/9/13)                       | Предательство (29/9/13)               | Предательство (29/9/13)               |        |
| ABC      | Весна       | America's Funniest Home Videos (6/10/13) | America's Funniest Home Videos (6/10/13) | Однажды в сказке                        | Однажды в сказке                        | Однажды в сказке                        | Воскрешение                           | Воскрешение                           | Месть                                 | Месть                                 |        |
| ABC      | Лето        | America's Funniest Home Videos (6/10/13) | America's Funniest Home Videos (6/10/13) | Безумные гонки (22/6/14)                | Безумные гонки (22/6/14)                | Безумные гонки (22/6/14)                | Восходящая звезда (22/6/14)           | Восходящая звезда (22/6/14)           | Восходящая звезда (22/6/14)           | Восходящая звезда (22/6/14)           |        |
| CBS      | Осень       | 60 минут(29/9/13)                        | 60 минут(29/9/13)                        | Удивительная Гонка - 23 сезон (29/9/13) | Удивительная Гонка - 23 сезон (29/9/13) | Удивительная Гонка - 23 сезон (29/9/13) | Хорошая жена (29/9/13)                | Хорошая жена (29/9/13)                | Менталист (29/9/13)                   | Менталист (29/9/13)                   |        |
| CBS      | Последующее | 60 минут(29/9/13)                        | 60 минут(29/9/13)                        | Повторы программ                        | Повторы программ                        | Повторы программ                        | Хорошая жена (29/9/13)                | Хорошая жена (29/9/13)                | Менталист (29/9/13)                   | Менталист (29/9/13)                   |        |
| CBS      | Мид-сезон   | 60 минут(29/9/13)                        | 60 минут(29/9/13)                        | Удивительная Гонка - 24 сезон           | Удивительная Гонка - 24 сезон           | Удивительная Гонка - 24 сезон           | Хорошая жена (29/9/13)                | Хорошая жена (29/9/13)                | Менталист (29/9/13)                   | Менталист (29/9/13)                   |        |
| CBS      | Лето        | 60 минут(29/9/13)                        | 60 минут(29/9/13)                        | Большой брат (29/6/14)                  | Большой брат (29/6/14)                  | Большой брат (29/6/14)                  | Неосторожные (29/6/14)                | Неосторожные (29/6/14)                | Помнить всё (29/6/14)                 | Помнить всё (29/6/14)                 |        |
| Fox      | Осень       | НФЛ на Fox (8/9/13)                      | The OT (8/9/13)                          | Симпсоны(29/9/13)                       | Симпсоны(29/9/13)                       | Закусочная Боба (29/9/13)               | Гриффины (29/9/13)                    | Американский папаша! (29/9/13)        | Локальные программы                   | Локальные программы                   |        |
| Fox      | Мид-сезон   | Закусочная Боба                          | Американский папаша!                     | Симпсоны(29/9/13)                       | Симпсоны(29/9/13)                       | Гриффины                                | Космос: Пространство и время          | Космос: Пространство и время          | Локальные программы                   | Локальные программы                   |        |
| NBC      | Осень       | Ночь Футбола в Америке (8/9/13)          | Ночь Футбола в Америке (8/9/13)          | Ночь Футбола в Америке (8/9/13)         | NBC: Футбол воскресной ночью (5/9/13)   | NBC: Футбол воскресной ночью (5/9/13)   | NBC: Футбол воскресной ночью (5/9/13) | NBC: Футбол воскресной ночью (5/9/13) | NBC: Футбол воскресной ночью (5/9/13) | NBC: Футбол воскресной ночью (5/9/13) |        |
| NBC      | Мид-сезон   | Dateline NBC                             | Dateline NBC                             | Строители американской мечты            | Строители американской мечты            | Строители американской мечты            | Верить                                | Верить                                | Кризис                                | Кризис                                | Кризис |
| NBC      | Последующее | Строители американской мечты             | Строители американской мечты             | Dateline NBC                            | Dateline NBC                            | Dateline NBC                            | Верить                                | Верить                                | Кризис                                | Кризис                                | Кризис |

### Понедельник
| Телесеть | Телесеть    | 8:00 PM                            | 8:30 PM                            | 9:00 PM                              | 9:30 PM                              | 10:00 PM                          | 10:30 PM                          |
| -------- | ----------- | ---------------------------------- | ---------------------------------- | ------------------------------------ | ------------------------------------ | --------------------------------- | --------------------------------- |
| ABC      | Осень       | Танцы со звёздами (16/9/13)        | Танцы со звёздами (16/9/13)        | Танцы со звёздами (16/9/13)          | Танцы со звёздами (16/9/13)          | Касл (23/9/13)                    | Касл (23/9/13)                    |
| ABC      | Мид-сезон   | Холостяк                           | Холостяк                           | Холостяк                             | Холостяк                             | Касл (23/9/13)                    | Касл (23/9/13)                    |
| ABC      | Весна       | Танцы со звёздами (17/3/14)        | Танцы со звёздами (17/3/14)        | Танцы со звёздами (17/3/14)          | Танцы со звёздами (17/3/14)          | Касл (23/9/13)                    | Касл (23/9/13)                    |
| ABC      | Лето        | Холостячка (19/5/14)               | Холостячка (19/5/14)               | Холостячка (19/5/14)                 | Холостячка (19/5/14)                 | Любовницы (3/6/13)                | Любовницы (3/6/13)                |
| ABC      | Последующее | Холостяк в раю (4/8)               | Холостяк в раю (4/8)               | Холостяк в раю (4/8)                 | Холостяк в раю (4/8)                 | Любовницы (3/6/13)                | Любовницы (3/6/13)                |
| CBS      | Осень       | Как я встретил вашу маму (23/9/13) | Мы – мужчины (23/9/13)             | Две девицы на мели (23/9/13)         | Мамочка (23/9/13)                    | Заложники (23/9/13)               | Заложники (23/9/13)               |
| CBS      | Последующее | Как я встретил вашу маму (23/9/13) | Две девицы на мели                 | Майк и Молли                         | Мамочка (23/9/13)                    | Заложники (23/9/13)               | Заложники (23/9/13)               |
| CBS      | Мид-сезон   | Как я встретил вашу маму (23/9/13) | Две девицы на мели                 | Майк и Молли                         | Мамочка (23/9/13)                    | Искусственный интеллект (24/2/14) | Искусственный интеллект (24/2/14) |
| CBS      | Весна       | Две девицы на мели                 | Друзья с лучшей жизнью (31/3/14)   | Майк и Молли                         | Мамочка (23/9/13)                    | Повторы программ                  | Повторы программ                  |
| CBS      | Лето        | Две девицы на мели                 | Друзья с лучшей жизнью (31/3/14)   | Майк и Молли                         | Мамочка (23/9/13)                    | Под куполом (30/6/13)             | Под куполом (30/6/13)             |
| The CW   | Осень       | Зои Харт из южного штата (7/10/13) | Зои Харт из южного штата (7/10/13) | Красавица и чудовище (7/10/13)       | Красавица и чудовище (7/10/13)       | Локальные программы               | Локальные программы               |
| The CW   | Мид-сезон   | Несчастные (17/2/14)               | Несчастные (17/2/14)               | Люди будущего                        | Люди будущего                        | Локальные программы               | Локальные программы               |
| The CW   | Лето        | Так чья же сейчас реплика? (2/6)   | Повторы программ                   | Красавица и чудовище (2/6/14)        | Красавица и чудовище (2/6/14)        | Локальные программы               | Локальные программы               |
| The CW   | Последующее | Так чья же сейчас реплика? (2/6)   | Backpackers (14/7/13)              | Повторы программ                     | Семя (14/7/13)                       | Локальные программы               | Локальные программы               |
| Fox      | Осень       | Кости (16/9/13)                    | Кости (16/9/13)                    | Сонная лощина (16/9/13)              | Сонная лощина (16/9/13)              | Локальные программы               | Локальные программы               |
| Fox      | Последующее | Почти человек (4/11/13)            | Почти человек (4/11/13)            | Сонная лощина (16/9/13)              | Сонная лощина (16/9/13)              | Локальные программы               | Локальные программы               |
| Fox      | Мид-сезон   | Почти человек (4/11/13)            | Почти человек (4/11/13)            | Последователи(20/1/14)               | Последователи(20/1/14)               | Локальные программы               | Локальные программы               |
| Fox      | Весна       | Кости                              | Кости                              | Последователи(20/1/14)               | Последователи(20/1/14)               | Локальные программы               | Локальные программы               |
| Fox      | Лето        | МастерШеф (26/5)                   | МастерШеф (26/5)                   | 24 часа: Проживи ещё один день (5/5) | 24 часа: Проживи ещё один день (5/5) | Локальные программы               | Локальные программы               |
| Fox      | Последующее | МастерШеф (26/5)                   | МастерШеф (26/5)                   | Адский отель (21/7)                  | Адский отель (21/7)                  | Локальные программы               | Локальные программы               |
| NBC      | Осень       | Голос (23/9/13)                    | Голос (23/9/13)                    | Голос (23/9/13)                      | Голос (23/9/13)                      | Чёрный список (23/9/13)           | Чёрный список (23/9/13)           |
| NBC      | Последующее | Hollywood Game Night (12/9)        | Hollywood Game Night (12/9)        | Hollywood Game Night (12/9)          | Hollywood Game Night (12/9)          | Чёрный список (23/9/13)           | Чёрный список (23/9/13)           |
| NBC      | Мид-сезон   | Голос (24/2/14)                    | Голос (24/2/14)                    | Голос (24/2/14)                      | Голос (24/2/14)                      | Чёрный список (23/9/13)           | Чёрный список (23/9/13)           |
| NBC      | Лето        | Американский Воин Ниндзя (26/5)    | Американский Воин Ниндзя (26/5)    | Американский Воин Ниндзя (26/5)      | Американский Воин Ниндзя (26/5)      | TBA                               | TBA                               |

### Вторник
| Телесеть | Телесеть    | 8:00 PM                                                | 8:30 PM                                                | 9:00 PM                                                | 9:30 PM                                                | 10:00 PM                       | 10:30 PM                       |
| -------- | ----------- | ------------------------------------------------------ | ------------------------------------------------------ | ------------------------------------------------------ | ------------------------------------------------------ | ------------------------------ | ------------------------------ |
| ABC      | Осень       | Агенты «Щ.И.Т.»                                        | Агенты «Щ.И.Т.»                                        | Голдберги                                              | Третья жена                                            | Счастливая семёрка             | Счастливая семёрка             |
| ABC      | Последующее | Агенты «Щ.И.Т.»                                        | Агенты «Щ.И.Т.»                                        | Голдберги                                              | Третья жена                                            | Повторы программ               | Повторы программ               |
| ABC      | Зима        | Агенты «Щ.И.Т.»                                        | Агенты «Щ.И.Т.»                                        | Голдберги                                              | Третья жена                                            | Прайм-тайм: Что бы вы сделали? | Прайм-тайм: Что бы вы сделали? |
| ABC      | Мид-сезон   | Агенты «Щ.И.Т.»                                        | Агенты «Щ.И.Т.»                                        | Голдберги                                              | Третья жена                                            | Женщины-убийцы                 | Женщины-убийцы                 |
| ABC      | Весна       | Агенты «Щ.И.Т.»                                        | Агенты «Щ.И.Т.»                                        | Голдберги                                              | Третья жена                                            | Игры разума                    | Игры разума                    |
| ABC      | Последующее | Агенты «Щ.И.Т.»                                        | Агенты «Щ.И.Т.»                                        | Голдберги                                              | Третья жена                                            | Меняю жену                     | Меняю жену                     |
| ABC      | Лето        | Экстремальное преображение: Программа похудения (27/5) | Экстремальное преображение: Программа похудения (27/5) | Экстремальное преображение: Программа похудения (27/5) | Экстремальное преображение: Программа похудения (27/5) | NY Med (24/6)                  | NY Med (24/6)                  |
| CBS      | CBS         | Морская полиция: Спецотдел                             | Морская полиция: Спецотдел                             | Морская полиция: Лос-Анджелес                          | Морская полиция: Лос-Анджелес                          | В поле зрения                  | В поле зрения                  |
| The CW   | Осень       | Первородные                                            | Первородные                                            | Сверхъестественное                                     | Сверхъестественное                                     | Локальные программы            | Локальные программы            |
| The CW   | Лето        | Знаменитые в 12 (3/6)                                  | Знаменитые в 12 (3/6)                                  | Повторы программ                                       | Повторы программ                                       | Локальные программы            | Локальные программы            |
| Fox      | Осень       | Папаши                                                 | Бруклин 9-9                                            | Новенькая                                              | Проект Минди                                           | Локальные программы            | Локальные программы            |
| Fox      | Мид-сезон   | Хор                                                    | Хор                                                    | Новенькая                                              | Бруклин 9-9                                            | Локальные программы            | Локальные программы            |
| Fox      | Весна       | Хор                                                    | Хор                                                    | Новенькая                                              | Проект Минди                                           | Локальные программы            | Локальные программы            |
| Fox      | Лето        | Бунт (13/5)                                            | Бунт (13/5)                                            | Хочу замуж за Гарри (27/5)                             | Хочу замуж за Гарри (27/5)                             | Локальные программы            | Локальные программы            |
| NBC      | Осень       | Потерявший больше всех                                 | Потерявший больше всех                                 | Голос                                                  | Голос                                                  | Пожарные Чикаго                | Пожарные Чикаго                |
| NBC      | Последующее | Потерявший больше всех                                 | Потерявший больше всех                                 | Потерявший больше всех                                 | Потерявший больше всех                                 | Пожарные Чикаго                | Пожарные Чикаго                |
| NBC      | Мид-сезон   | Голос                                                  | Голос                                                  | Мой мальчик                                            | Воспитание Фишера                                      | Пожарные Чикаго                | Пожарные Чикаго                |
| NBC      | Лето        | В Америке есть таланты (27/5)                          | В Америке есть таланты (27/5)                          | В Америке есть таланты (27/5)                          | В Америке есть таланты (27/5)                          | Ночная смена (27/5)            | Ночная смена (27/5)            |
| NBC      | Последующее | Food Fighters (22/7)                                   | Food Fighters (22/7)                                   | В Америке есть таланты (22/7)                          | В Америке есть таланты (22/7)                          | В Америке есть таланты (22/7)  | В Америке есть таланты (22/7)  |

### Среда
| Телесеть | Телесеть    | 8:00 PM                                 | 8:30 PM                                 | 9:00 PM                             | 9:30 PM                             | 10:00 PM                       | 10:30 PM                       |
| -------- | ----------- | --------------------------------------- | --------------------------------------- | ----------------------------------- | ----------------------------------- | ------------------------------ | ------------------------------ |
| ABC      | Осень       | Бывает и хуже                           | Вернуться в игру                        | Американская семейка                | Супер весёлый вечер                 | Нэшвилл                        | Нэшвилл                        |
| ABC      | Мид-сезон   | Бывает и хуже                           | Пригород                                | Американская семейка                | Супер весёлый вечер                 | Нэшвилл                        | Нэшвилл                        |
| ABC      | Последующее | Бывает и хуже                           | Пригород                                | Американская семейка                | Правила смешивания                  | Нэшвилл                        | Нэшвилл                        |
| ABC      | Лето        | Бывает и хуже                           | Голдберги                               | Американская семейка                | Голдберги                           | Мотив (21/5)                   | Мотив (21/5)                   |
| CBS      | Осень       | Survivor: Кровь против воды             | Survivor: Кровь против воды             | Мыслить как преступник              | Мыслить как преступник              | C.S.I.: Место преступления     | C.S.I.: Место преступления     |
| CBS      | Последующее | Повторы программ                        | Повторы программ                        | Мыслить как преступник              | Мыслить как преступник              | C.S.I.: Место преступления     | C.S.I.: Место преступления     |
| CBS      | Мид-сезон   | Кагаян — Сила против ума против красоты | Кагаян — Сила против ума против красоты | Мыслить как преступник              | Мыслить как преступник              | C.S.I.: Место преступления     | C.S.I.: Место преступления     |
| CBS      | Лето        | Большой брат (25/6)                     | Большой брат (25/6)                     | За пределами (9/7)                  | За пределами (9/7)                  | Мыслить как преступник         | Мыслить как преступник         |
| The CW   | Осень       | Стрела                                  | Стрела                                  | Люди будущего                       | Люди будущего                       | Локальные программы            | Локальные программы            |
| The CW   | Весна       | Стрела                                  | Стрела                                  | 100                                 | 100                                 | Локальные программы            | Локальные программы            |
| The CW   | Лето        | Кто обманет Пенна и Теллера? (30/7)     | Кто обманет Пенна и Теллера? (30/7)     | Повторы программ                    | Повторы программ                    | Локальные программы            | Локальные программы            |
| Fox      | Осень       | The X Factor                            | The X Factor                            | The X Factor                        | The X Factor                        | Локальные программы            | Локальные программы            |
| Fox      | Мид-сезон   | American Idol                           | American Idol                           | American Idol                       | American Idol                       | Локальные программы            | Локальные программы            |
| Fox      | Лето        | Значит, ты умеешь танцевать? (28/5)     | Значит, ты умеешь танцевать? (28/5)     | Значит, ты умеешь танцевать? (28/5) | Значит, ты умеешь танцевать? (28/5) | Локальные программы            | Локальные программы            |
| NBC      | Осень       | Революция                               | Революция                               | Закон и порядок: Специальный корпус | Закон и порядок: Специальный корпус | Айронсайд                      | Айронсайд                      |
| NBC      | Последующее | Революция                               | Революция                               | Закон и порядок: Специальный корпус | Закон и порядок: Специальный корпус | Повторы программ               | Повторы программ               |
| NBC      | Мид-сезон   | Революция                               | Революция                               | Закон и порядок: Специальный корпус | Закон и порядок: Специальный корпус | Полицейский департамент Чикаго | Полицейский департамент Чикаго |
| NBC      | Лето        | Воспитание Фишера                       | Воспитание Фишера                       | В Америке есть таланты (23/7)       | В Америке есть таланты (23/7)       | Такси: Бруклин (25/6)          | Такси: Бруклин (25/6)          |

### Четверг
| Телесеть | Телесеть    | 8:00 PM                | 8:30 PM                  | 9:00 PM                          | 9:30 PM                          | 10:00 PM                   | 10:30 PM                   |
| -------- | ----------- | ---------------------- | ------------------------ | -------------------------------- | -------------------------------- | -------------------------- | -------------------------- |
| ABC      | Осень       | Однажды в стране чудес | Однажды в стране чудес   | Анатомия страсти                 | Анатомия страсти                 | Скандал                    | Скандал                    |
| ABC      | Мид-сезон   | Вкус                   | Вкус                     | Вкус                             | Вкус                             | Активы                     | Активы                     |
| ABC      | Последующее | Вкус                   | Вкус                     | Вкус                             | Вкус                             | Повторы программ           | Повторы программ           |
| ABC      | Весна       | Однажды в стране чудес | Однажды в стране чудес   | Анатомия страсти                 | Анатомия страсти                 | Скандал                    | Скандал                    |
| ABC      | Последующее | Повторы программ       | Повторы программ         | Анатомия страсти                 | Анатомия страсти                 | Чёрный ящик                | Чёрный ящик                |
| ABC      | Лето        | Квест (31/7)           | Квест (31/7)             | Копы-новобранцы (19/6)           | Копы-новобранцы (19/6)           | TBA                        | TBA                        |
| CBS      | Осень       | Теория Большого взрыва | Миллеры в разводе        | Сумасшедшие                      | Два с половиной человека         | Элементарно                | Элементарно                |
| CBS      | Весна       | Теория Большого взрыва | Миллеры в разводе        | Два с половиной человека         | Сумасшедшие                      | Элементарно                | Элементарно                |
| CBS      | Последующее | Теория Большого взрыва | Миллеры в разводе        | Два с половиной человека         | Очень плохая училка              | Элементарно                | Элементарно                |
| CBS      | Лето        | Теория Большого взрыва | Миллеры в разводе        | Большой брат (6/26)              | Большой брат (6/26)              | Элементарно                | Элементарно                |
| The CW   | The CW      | Дневники вампира       | Дневники вампира         | Царство                          | Царство                          | Локальные программы        | Локальные программы        |
| Fox      | Осень       | The X Factor           | The X Factor             | Хор                              | Хор                              | Локальные программы        | Локальные программы        |
| Fox      | Мид-сезон   | American Idol          | American Idol            | Рейк                             | Рейк                             | Локальные программы        | Локальные программы        |
| Fox      | Весна       | Адская кухня           | Адская кухня             | American Idol                    | Выживание Джека                  | Локальные программы        | Локальные программы        |
| Fox      | Лето        | Адская кухня           | Адская кухня             | Преступные связи (22/5)          | Преступные связи (22/5)          | Локальные программы        | Локальные программы        |
| NBC      | Осень       | Парки и зоны отдыха    | Добро пожаловать в семью | Шон сохраняет мир                | Шоу Майкла Джей Фокса            | Родители                   | Родители                   |
| NBC      | Последующее | Повторы программ       | Повторы программ         | Шон сохраняет мир                | Шоу Майкла Джей Фокса            | Родители                   | Родители                   |
| NBC      | Мид-сезон   | Сообщество             | Парки и зоны отдыха      | Шон сохраняет мир                | Шоу Майкла Джей Фокса            | Родители                   | Родители                   |
| NBC      | Последующее | Сообщество             | Парки и зоны отдыха      | Hollywood Game Night             | Hollywood Game Night             | Родители                   | Родители                   |
| NBC      | Лето        | Hollywood Game Night   | Hollywood Game Night     | Не пригодный для свидания (29/5) | Не пригодный для свидания (29/5) | Last Comic Standing (22/5) | Last Comic Standing (22/5) |
| NBC      | Последующее | Hollywood Game Night   | Hollywood Game Night     | Добро пожаловать в Швецию (10/7) | Работая с Энгелями (10/7)        | Last Comic Standing (22/5) | Last Comic Standing (22/5) |

### Пятница
| Телесеть | Телесеть    | 8:00 PM                     | 8:30 PM                    | 9:00 PM                   | 9:30 PM                   | 10:00 PM             | 10:30 PM             |
| -------- | ----------- | --------------------------- | -------------------------- | ------------------------- | ------------------------- | -------------------- | -------------------- |
| ABC      | ABC         | Последний настоящий мужчина | Соседи                     | Shark Tank                | Shark Tank                | 20/20                | 20/20                |
| CBS      | Осень       | Босс под прикрытием         | Босс под прикрытием        | Гавайи 5.0                | Гавайи 5.0                | Голубая кровь        | Голубая кровь        |
| CBS      | Весна       | Помнить всё                 | Помнить всё                | Гавайи 5.0                | Гавайи 5.0                | Голубая кровь        | Голубая кровь        |
| The CW   | Осень       | Дневники Кэрри              | Дневники Кэрри             | Топ-модель по-американски | Топ-модель по-американски | Локальные программы  | Локальные программы  |
| The CW   | Последующее | Дневники Кэрри              | Дневники Кэрри             | Никита                    | Никита                    | Локальные программы  | Локальные программы  |
| The CW   | Мид-сезон   | Дневники Кэрри              | Дневники Кэрри             | Повторы программ          | Повторы программ          | Локальные программы  | Локальные программы  |
| The CW   | Последующее | Повторы программ            | Повторы программ           | Повторы программ          | Повторы программ          | Локальные программы  | Локальные программы  |
| The CW   | Весна       | Так чья же сейчас реплика?  | Так чья же сейчас реплика? | Зои Харт из южного штата  | Зои Харт из южного штата  | Локальные программы  | Локальные программы  |
| The CW   | Лето        | Мастера иллюзий (1/8)       | Повторы программ           | TBA                       | TBA                       | Локальные программы  | Локальные программы  |
| Fox      | Осень       | MasterChef Junior           | MasterChef Junior          | Повторы программ          | Повторы программ          | Локальные программы  | Локальные программы  |
| Fox      | Последующее | Кости                       | Кости                      | Воспитывая Хоуп           | Воспитывая Хоуп           | Локальные программы  | Локальные программы  |
| Fox      | Мид-сезон   | Кости                       | Кости                      | Воспитывая Хоуп           | Завербован                | Локальные программы  | Локальные программы  |
| Fox      | Последующее | Кости                       | Кости                      | Завербован                | Воспитывая Хоуп           | Локальные программы  | Локальные программы  |
| Fox      | Весна       | Рейк                        | Рейк                       | Завербован                | Воспитывая Хоуп           | Локальные программы  | Локальные программы  |
| Fox      | Последующее | Кошмары на кухне            | Кошмары на кухне           | Кошмары на кухне          | Кошмары на кухне          | Локальные программы  | Локальные программы  |
| NBC      | Осень       | Повторы программ            | Повторы программ           | Dateline NBC              | Dateline NBC              | Dateline NBC         | Dateline NBC         |
| NBC      | Последующее | Dateline NBC                | Dateline NBC               | Гримм                     | Гримм                     | Дракула              | Дракула              |
| NBC      | Мид-сезон   | Dateline NBC                | Dateline NBC               | Гримм                     | Гримм                     | Ганнибал             | Ганнибал             |
| NBC      | Лето        | Dateline NBC                | Dateline NBC               | Гримм                     | Гримм                     | Череп и кости (30/5) | Череп и кости (30/5) |

### Суббота
| Телесеть | Телесеть  | 8:00 PM                  | 8:30 PM                  | 9:00 PM                   | 9:30 PM                   | 10:00 PM                  | 10:30 PM                  |
| -------- | --------- | ------------------------ | ------------------------ | ------------------------- | ------------------------- | ------------------------- | ------------------------- |
| ABC      | Осень     | Футбол субботним вечером | Футбол субботним вечером | Футбол субботним вечером  | Футбол субботним вечером  | Футбол субботним вечером  | Футбол субботним вечером  |
| ABC      | Весна     | Повторы программ         | Повторы программ         | Nightline Prime           | Nightline Prime           | 20/20                     | 20/20                     |
| ABC      | Лето      | Bet on Your Baby (31/5)  | Bet on Your Baby (31/5)  | Sing Your Face Off (31/5) | Sing Your Face Off (31/5) | Sing Your Face Off (31/5) | Sing Your Face Off (31/5) |
| CBS      | CBS       | Comedytime Saturday      | Comedytime Saturday      | Crimetime Saturday        | Crimetime Saturday        | 48 часов                  | 48 часов                  |
| Fox      | Осень     | Fox College Football     | Fox College Football     | Fox College Football      | Fox College Football      | Fox College Football      | Fox College Football      |
| Fox      | Мид-сезон | Повторы программ         | Повторы программ         | Повторы программ          | Повторы программ          | Локальные программы       | Локальные программы       |
| Fox      | Весна     | Рейк                     | Рейк                     | Рейк                      | Рейк                      | Локальные программы       | Локальные программы       |
| Fox      | Лето      | Ночь бейсбола в Америке  | Ночь бейсбола в Америке  | Ночь бейсбола в Америке   | Ночь бейсбола в Америке   | Локальные программы       | Локальные программы       |
| NBC      | NBC       | Повторы программ         | Повторы программ         | Повторы программ          | Повторы программ          | Повторы программ          | Повторы программ          |

## По каналам

### ABC
| Вернувшиеся шоу: - 20/20 - America's Funniest Home Videos - Холостяк - Холостячка - Касл - Танцы со звёздами - Экстремальное преображение: Программа похудения - Анатомия страсти - Последний настоящий мужчина - Бывает и хуже - Любовницы - Американская семейка - Мотив - Нэшвилл - Соседи - NY Med - Однажды в сказке - Месть - Копы-новобранцы - Футбол субботним вечером - Скандал - Shark Tank - Пригород - Вкус - Меняю жену - Безумные гонки - Прайм-тайм: Что бы вы сделали? - Nightline Prime - Bet on Your Baby | Новые шоу: - Агенты «Щ.И.Т.» - Активы - Холостяк в раю - Вернуться в игру - Измена - Чёрный ящик - Голдберги - Женщины-убийцы - Счастливая семёрка - Игры разума - Правила смешивания - Однажды в стране чудес - Квест - Воскрешение - Восходящая звезда - Sing Your Face Off - Супер весёлый вечер - Третья жена | Не вернувшиеся с сезона 2012/13: - Парк авеню, 666 - Следствие по телу - Не верь с*** из квартиры 23 - Семейные инструменты - Счастливый конец - Как прожить с родителями всю оставшуюся жизнь - Последняя надежда - Кантри в Малибу - Частная практика - Красная вдова - Последний час |

### CBS
| Вернувшиеся шоу: - Две девицы на мели - 48 часов - 60 минут - Удивительная Гонка - Теория Большого взрыва - Большой брат - Голубая кровьs - Мыслить как преступник - C.S.I.: Место преступления - Элементарно - Хорошая жена - Гавайи 5.0 - Как я встретил вашу маму - Менталист - Майк и Молли - Морская полиция: Спецотдел - Морская полиция: Лос-Анджелес - В поле зрения - Survivor - Два с половиной человека - Босс под прикрытием - Под куполом - Помнить всё | Новые шоу: - Очень плохая училка - Сумасшедшие - За пределами - Друзья с лучшей жизнью - Заложники - Искусственный интеллект - Миллеры в разводе - Мамочка - Неосторожные - Мы – мужчины | Не вернувшиеся с сезона 2012/13: - C.S.I.: Место преступления Нью-Йорк - Золотой мальчик - Работа - Сделано в Джерси - Партнёры - Правила совместной жизни - Вегас |

### The CW
| Вернувшиеся шоу: - Топ-модель по-американски - Стрела - Красавица и чудовище - Дневники Кэрри - Зои Харт из южного штата - Никита - Сверхъестественное - Дневники вампира - Так чья же сейчас реплика? | Новые шоу: - 100 - Backpackers - Знаменитые в 12 - Мастера иллюзий - Первородные - Царство - Семя - Несчастные - Люди будущего | Не вернувшиеся с сезона 2012/13: - 90210: Новое поколение - Культ - Доктор Эмили Оуэнс - Сплетница |

### Fox
| Вернувшиеся шоу: - Американский папаша! - American Idol - Закусочная Боба - Кости - Гриффины - Последователи - НФЛ на Fox - Fox College Football - Ночь бейсбола в Америке - Хор - Адская кухня - Адский отель - Кошмары на кухне - МастерШеф - Проект Минди - Новенькая - Воспитывая Хоуп - Симпсоны - Значит, ты умеешь танцевать? - The X Factor | Новые шоу: - 24 часа: Проживи ещё один день - Почти человек - Бруклин 9-9 - Космос: Пространство и время - Папаши - Завербован - Преступные связи - MasterChef Junior - Murder Police - Рейк - Бунт - Сонная лощина - Выживание Джека - Мы и они | Не вернувшиеся с сезона 2012/13: - Бен и Кейт - Шоу Кливленда - Копы - Грань - Доктор мафии - Связь |

### NBC
| Вернувшиеся шоу: - В Америке есть таланты - Американский Воин Ниндзя - Потерявший больше всех - Пожарные Чикаго - Сообщество - Dateline NBC - Ночь Футбола в Америке - Гримм - Ганнибал - Hollywood Game Night - Last Comic Standing - Закон и порядок: Специальный корпус - NBC: Футбол воскресной ночью - Родители - Парки и зоны отдыха - Революция - The Sing-Off - Голос | Новые шоу: - Мой мальчик - Строители американской мечты - Верить - Чёрный список - Полицейский департамент Чикаго - Кризис - Череп и кости - Дракула - Воспитание Фишера - Айронсайд - Шоу Майкла Джей Фокса - The Million Second Quiz - Ночная смена - Шон сохраняет мир - Не пригодный для свидания - Добро пожаловать в Швецию - Добро пожаловать в семью - Работая с Энгелями | Не вернувшиеся с сезона 2012/13: - Пенсильвания-авеню, 1600 - Студия 30 - Ветеринарная практика - Шоу Бэтти Уайт: Слетевшие с каталок - Лагерь - Обман - Не навреди - Fashion Star - На старт! - Парни с детьми - Новая норма - Офис - Ready for Love - Rock Center with Brian Williams - Смэш - Всю ночь напролёт - Уитни |

## Продления и закрытия

### Продления на полный сезон

#### ABC
- Агенты «Щ.И.Т.» — Продлён на полный сезон, состоящий из 22 эпизодов 10 октября 2013 года[147].
- Голдберги — Продлён на полный сезон, состоящий из 22 эпизодов 1 ноября 2013 года[148].
- Shark Tank[англ.] — Продлён на два дополнительных эпизода 10 октября 2013 года, затем ещё на четыре эпизода 12 декабря 2013 года[149][150].
- Супер весёлый вечер — Продлён на четыре дополнительных эпизода 1 ноября 2013 года[148].
- Третья жена — Продлён на полный сезон 1 ноября 2013 года[148].

#### CBS
- Сумасшедшие — Продлён на полный сезон 18 октября 2013 года[151]
- Миллеры в разводе — Продлён на полный сезон 18 октября 2013 года[151].
- Мамочка — Продлён на полный сезон 18 октября 2013 года[151].
- В поле зрения — Продлён на дополнительный эпизод 12 ноября 2013[152].

#### The CW
- Первородные — Продлён на полный сезон 11 ноября 2013 года[153].
- Царство — Продлён на полный сезон 11 ноября 2013 года[153].
- Люди будущего — Продлён на полный сезон 11 ноября 2013 года[153].

#### Fox
- Бруклин 9-9 — Продлён на полный сезон, состоящий из 22 эпизодов 18 октября 2013 года[154].
- Папаши — Продлён на полный сезон 25 октября 2013 года[155] Сокращен с 22 до 19 эпизодов 6 декабря 2013 года.[156].

#### NBC
- Чёрный список — Продлён на полный сезон, состоящий из 22 эпизодов 4 октября 2013 года[157].
- Полицейский департамент Чикаго — Продлён на два дополнительных эпизода 31 марта 2014 года[158].
- Шон сохраняет мир— Продлён на пять дополнительных эпизодов 8 ноября 2013 года[159].

### Продления

#### ABC
- 20/20[англ.] — Продлён на тридцать шестой сезон 13 мая 2014 года[160].
- Агенты «Щ.И.Т.» — Продлён на второй сезон 8 мая 2014 года[161].
- America's Funniest Home Videos[англ.] — Продлён на двадцать пятый сезон 9 мая 2014 года<[162].
- Холостяк — Продлён на девятнадцатый сезон 9 мая 2014 года[162].
- Касл — Продлён на седьмой сезон 8 мая 2014 года[161].
- Танцы со звёздами — Продлён на девятнадцатый сезон 9 мая 2014 года[162].
- Голдберги — Продлён на второй сезон 8 мая 2014 года[161].
- Анатомия страсти — Продлён на одиннадцатый сезон 8 мая 2014 года[161].
- Последний настоящий мужчина — Продлён на четвёртый сезон 10 мая 2014 года[163].
- Бывает и хуже — Продлён на шестой сезон 8 мая 2014 года[161].
- Американская семейка — Продлён на шестой сезон 8 мая 2014 года[161].
- Нэшвилл — Продлён на третий сезон 9 мая 2014 года[164].
- Однажды в сказке — Продлён на четвёртый сезон 8 мая 2014 года[161].
- Воскрешение — Продлён на второй сезон 8 мая 2014 года[161].
- Месть — Продлён на четвёртый сезон 8 мая 2014 года[161].
- Скандал — Продлён на четвёртый сезон 8 мая 2014 года[161].
- Shark Tank[англ.] — Продлён на шестой сезон 9 мая 2014 года[162].
- Вкус[англ.] — Продлён на третий сезон 13 мая 2014 года[160].

#### CBS
- Две девицы на мели — Продлён на четвёртый сезон 13 мая 2014 года[165].
- 48 часов — Продлён на двадцать седьмой сезон 13 мая 2014 года[165].
- 60 минут — Продлён на сорок седьмой сезон 13 мая 2014 года[165].
- Удивительная Гонка[англ.] — Продлён на двадцать пятый сезон 13 мая 2014 года[165].
- Теория Большого взрыва — Продлён на три сезона 12 марта 2014 года[166].
- Голубая кровьs — Продлён на пятый сезон 13 марта 2014 года[165].
- Мыслить как преступник — Продлён на десятый сезон 13 марта 2014 года[165].
- C.S.I.: Место преступления — Продлён на пятнадцатый сезон 13 марта 2014 года[165].
- Элементарно — Продлён на третий сезон 13 марта 2014 года[165].
- Хорошая жена — Продлён на шестой сезон 13 марта 2014 года[165].
- Гавайи 5.0 — Продлён на пятый сезон 13 марта 2014 года[165].
- Менталист — Продлён на седьмой сезон 10 мая 2014 года[167].
- Майк и Молли — Продлён на пятый сезон 13 марта 2014 года[165].
- Миллеры в разводе — Продлён на второй сезон 13 марта 2014 года[165].
- Мамочка — Продлён на второй сезон 13 марта 2014 года[165].
- Морская полиция: Спецотдел — Продлён на двенадцатый сезон 13 марта 2014 года[165].
- Морская полиция: Лос-Анджелес — Продлён на шестой сезон 13 марта 2014 года[165].
- В поле зрения — Продлён на четвёртый сезон 13 марта 2014 года[165].
- Survivor — Продлён на двадцать девятый и тридцатый сезоны 12 декабря 2013 года[168].
- Два с половиной человека — Продлён на двенадцатый (последний) сезон 13 марта 2014 года[165][169].
- Босс под прикрытием[англ.] — Продлён на шестой сезон 13 марта 2014 года[165].

#### The CW
- 100 — Продлён на второй сезон 8 мая 2014 года[170].
- Топ-модель по-американски — Продлён на двадцать первый сезон 18 октября 2013 года[171].
- Стрела — Продлён на третий сезон 13 февраля 2014 года[172].
- Красавица и чудовище — Продлён на третий сезон 8 мая 2014 года[170].
- Зои Харт из южного штата — Продлён на четвёртый сезон 8 мая 2014 года[170].
- Первородные — Продлён на второй сезон 13 февраля 2014 года[172].
- Царство — Продлён на второй сезон 13 февраля 2014 года[172].
- Сверхъестественное — Продлён на десятый сезон 13 февраля 2014 года[172].
- Дневники вампира — Продлён на шестой сезон 13 февраля 2014 года[172].

#### Fox
- American Idol — Продлён на четырнадцатый сезон 7 мая 2014 года[173].
- Закусочная Боба — Продлён на пятый сезон 26 сентября 2013 года[174]
- Кости — Продлён на десятый сезон 29 января 2014 года[21].
- Бруклин 9-9 — Продлён на второй сезон 7 марта 2014 года[175].
- Гриффины — Продлён на тринадцатый сезон 9 мая 2014 года[176]
- Последователи — Продлён на третий сезон 7 марта 2014 года[175].
- Хор — Продлён на шестой сезон 19 апреля 2014 года[94].
- MasterChef Junior[англ.] — Продлён на второй сезон 19 декабря 2013 года[177]
- Проект Минди — Продлён на третий сезон 7 марта 2014 года[175].
- Новенькая — Продлён на четвёртый сезон 7 марта 2014 года[175].
- Сонная лощина — Продлён на второй сезон 3 октября 2013 года[178].
- Симпсоны — Продлён на двадцать шестой сезон 4 октября 2013 года[179].

#### NBC
- Мой мальчик — Продлён на второй сезон 9 мая 2014 года[180].
- Ученик[англ.] — Продлён на четырнадцатый сезон 19 марта 2014 года[181].
- Потерявший больше всех — Продлён на шестнадцатый сезон 19 марта 2014 года[181].
- Чёрный список — Продлён на второй сезон 3 декабря 2013 года[182].
- Пожарные Чикаго — Продлён на третий сезон 19 марта 2014 года[181].
- Полицейский департамент Чикаго — Продлён на второй сезон 19 марта 2014 года[181].
- Ночь Футбола в Америке[англ.] — Продлён на девятый сезон 14 декабря 2011 года[113].
- Гримм — Продлён на четвёртый сезон 19 марта 2014 года[181].
- Ганнибал — Продлён на третий сезон 9 мая 2014 года[180].
- Hollywood Game Night[англ.] — Продлён на третий сезон 12 мая 2014 года[183].
- Закон и порядок: Специальный корпус — Продлён на шестнадцатый сезон 7 мая 2014 года[184].
- NBC: Футбол воскресной ночью — Продлён на девятый сезон 14 декабря 2011 года[113].
- Родители — Продлён на шестой, финальный сезон 11 мая 2014 года[185].
- Парки и зоны отдыха — Продлён на седьмой, финальный сезон 19 марта 2014 года[181].
- Голос[англ.] — Продлён на седьмой сезон 19 марта 2014 года[181].

### Закрытия/Финалы сериалов

#### ABC
- Активы — Отменён 10 января 2014 года после двух эпизодов с низким рейтингом[186] .
- Вернуться в игру — Отменён 1 ноября 2013 года из-за низких рейтингов[148].
- Измена — Отменён 9 мая 2014 года[187].
- Женщины-убийцы — Отменён 9 мая 2014 года[187].
- Счастливая семёрка — Отменён 4 октября 2013 года после двух эпизодов с низким рейтингом[188]. This is the first cancellation of the season.
- Игры разума — Отменён 27 марта 2014 года после пяти эпизодов с низким рейтингом[189].
- Правила смешивания — Отменён 8 мая 2014 года[190].
- Соседи — Отменён 9 мая 2014 года[190]
- Однажды в стране чудес — Отменён 28 марта 2014 года[191].
- Пригород — Отменён 9 мая 2014 года[192].
- Супер весёлый вечер — Отменён 9 мая 2014 года[192].
- Третья жена — Отменён 8 мая 2014 года[190].

#### CBS
- Очень плохая училка — Отменён 10 мая 2014 года[193].
- Сумасшедшие — Отменён 10 мая 2014 года[193].
- Друзья с лучшей жизнью — Отменён 10 мая 2014 года[193].
- Заложники — Отменён 10 мая 2014 года[193].
- Как я встретил вашу маму — 30 января 2014 года объявлено, что девятый сезон будет заключительным. Финал состоялся 31 марта 2014 года[58].
- Искусственный интеллект — Отменён 10 мая 2014 года[193].
- Мы – мужчины[англ.] — Отменён 9 октября 2013 года после двух эпизодов с низким рейтингом[194].

#### The CW
- Дневники Кэрри — Отменён 8 мая 2014 года[195].
- Никита — 16 мая 2013 года было объявлено, что четвёртый сезон станет последним. Сериал завершился 27 декабря 2013 года[196].
- Несчастные — Отменён 8 мая 2014 года[195].
- Люди будущего — Отменён 8 мая 2014 года[195].

#### Fox
- Почти человек — Отменён 29 апреля 2014 года[197].
- Американский папаша! — 16 июля 2013 было объявлено, что одиннадцатый сезон мультсериала будет транслироваться телеканалом «TBS»[198].
- Папаши — Отменён 7 мая 2014 года[199].
- Завербован — Отменён 7 мая 2014 года[199].
- Murder Police[англ.] — 8 октября 2013 было объявлено, что телесериал предложен для трансляции на кабельном телевидении[200].
- Воспитывая Хоуп — Отменён 10 марта 2014 года[201].
- Рейк — Отменён 7 мая 2014 года[202].
- Выживание Джека — Отменён 7 мая 2014 года[199].
- Мы и они — 11 октября 2013 было объявлено, что производство телесериала закрыто после семи выпущенных эпизодов[203].
- The X Factor — Отменён 7 февраля 2014 года[204].

#### NBC
- Верить — Отменён 9 мая 2014 года[205].
- Сообщество — Отменён 9 мая 2014 года[205].
- Кризис — Отменён 9 мая 2014 года[205].
- Дракула — Отменён 10 мая 2014 года[206].
- Воспитание Фишера[англ.] — Отменён 9 мая 2014 года[205].
- Айронсайд[англ.] — Отменён 18 октября 2013 года[207].
- Шоу Майкла Джей Фокса — Отменён 9 мая 2014 года[187].
- Революция — Отменён 9 мая 2014 года[205].
- Шон сохраняет мир — Отменён 28 января 2014 года[208].
- Добро пожаловать в семью[англ.] — Отменён 18 октября 2013 года[207].